# Ferdinand Bernhard Vietz

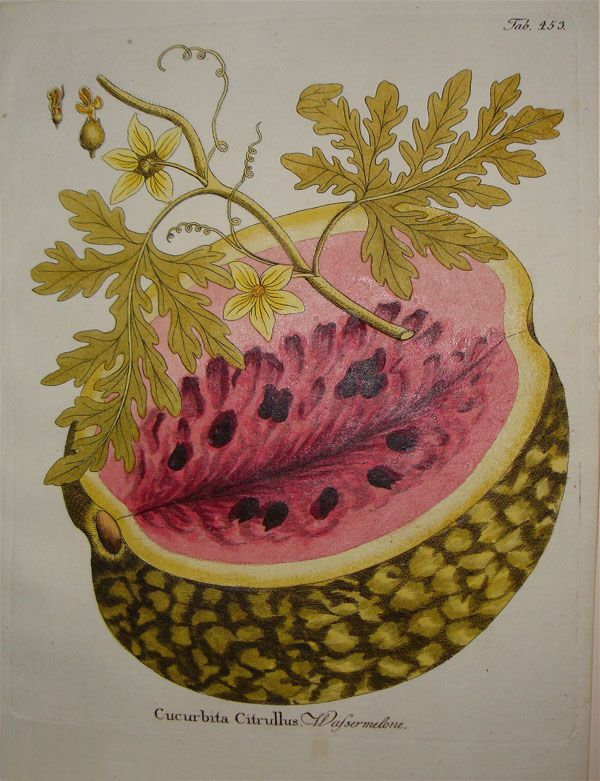
Citrullus lanatus, Planche 453 de 'Icones Plantarum'

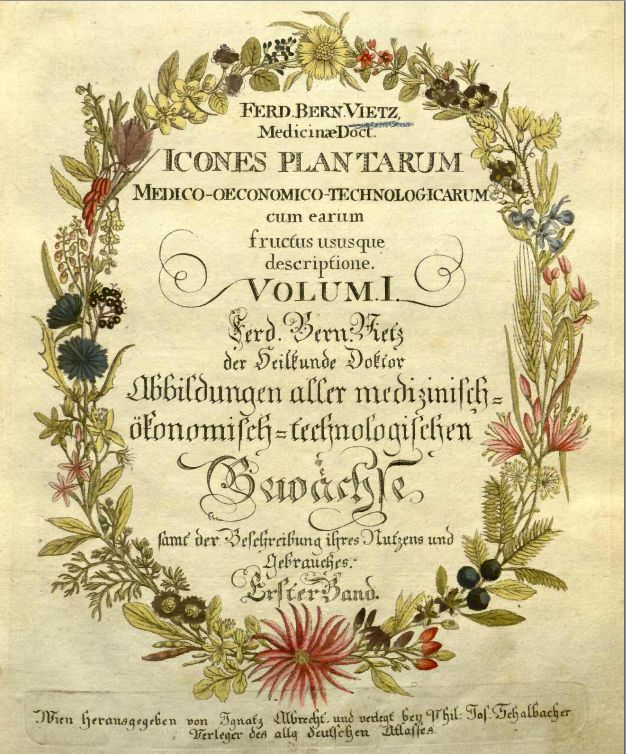

Ferdinand Bernhard Vietz, né le 20 août 1772 à Vienne et mort le 25 juillet 1815 à Zara en Dalmatie, est un pharmacologue autrichien, docteur en médecine légale et professeur de médecine légale à l'université de Vienne. Il est surtout connu pour Icones Plantarum Medico-Oeconomico-Technologicarum cum Earum Fructus ususque Descriptione.

## Biographie
Ferdinand Bernhard Vietz naît le 20 août 1772 à Vienne.
À Vienne, il termine ses études secondaires et philosophiques, puis se consacre à la jurisprudence, d'où il entre dans la fonction publique autrichienne comme chancelier au Reichshofrathe en 1794. Mais avec son penchant prédominant pour l'histoire naturelle et les sciences médicales, il quitte cette dernière la même année et commence à étudier la médecine, d'où il obtient son doctorat le 9 avril 1799. En 1801, il reçoit du gouvernement de Basse-Autriche le poste de professeur extraordinaire de police médicale et de médecine légale à l'Université de Vienne. Lorsque la systématisation de cette chaire a lieu en 1805 comme une chaire propre, elle lui est attribuée après avoir été rejetée Concurse par décret du 2 mars 1805. Entre-temps, il avait également lu des articles sur le sauvetage et le traitement des morts apparentes le dimanche et les jours fériés. Avec le décret gouvernemental de 1803, il est chargé de donner des conférences à l'hôpital général et en même temps d'assister aux inspections judiciaires des cadavres avec ses étudiants. Après l'union du Thierarzenei-Institut avec l'université, il a été nommé directeur de cet institut par décret du 11 septembre 1812 au nom de Fechner, qui prend sa retraite pour cause de maladie. La même année, il est chargé de visiter et de rendre compte à toutes les institutions de quarantaine dans les provinces de la région côtière autrichienne. En février 1813, il commence son voyage à cette fin. Il parcourt la côte de Venise à Ragusa et Cattaro et visite également Livourne. Mais sur le chemin du retour pour Vienne, au passage de Trieste en Dalmatie, il est frappé par une forte fièvre nerveuse et meurt à Zara à 43 ans à cause des nausées, dont il absorbe probablement les germes lors des examens des institutions de quarantaine. 
À sa mort, Joseph Bernt (1770-1842) lui succède, en tant que professeur de médecine d'État.

## Icones Plantarum Medico-Oeconomico-Technologicarum cum Earum Fructus ususque Descriptione
Il est surtout connu pour Icones Plantarum Medico-Oeconomico-Technologicarum cum Earum Fructus ususque Descriptione (1800-1822), une compilation en 11 volumes d'espèces de plantes médicinales, culinaires et décoratives consultées par les pharmacologues au début des années 1800. Le célèbre graveur cartographique, Ignaz Alberti (en), a travaillé sur les 1100 gravures en cuivre colorées à la main sur papier filigrané et a terminé le travail après la mort prématurée de Vietz.
Les volumes 1 et 2 ont été imprimés en latin et en allemand dans les colonnes adjacentes. Les volumes 3-10 ont le titre en allemand seulement. Le volume 11 est un volume supplémentaire de Joseph Lorenz Kendl. Dans l'introduction du volume 1, Vietz énumère une longue bibliographie des ouvrages consultés, un nombre énorme de parrains et une dédicace à Marie-Thérèse, impératrice d'Autriche.
L'œuvre monumentale de Vietz est extrêmement rare, et le musée d'histoire naturelle de Londres écrit : L'œuvre n'est « pas conservée dans une autre collection de la bibliothèque nationale ou publique du Royaume-Uni. Seulement trois exemplaires ont été trouvés dans les bibliothèques nord-américaines, dont deux sont certainement fragiles et ont besoin d'être conservés. Un exemplaire se trouve à la Bibliothèque nationale autrichienne. ».